# Antônio Pizzonia
Antonio Reginaldo Pizzonia Júnior (Manaus, 11 de setembro de 1980) é um piloto de corrida brasileiro. É filho de Antonio Reginaldo Pizzonia e neto de Carmelo Pizzonia, família radicada em São Carlos.

## Trajetória esportiva

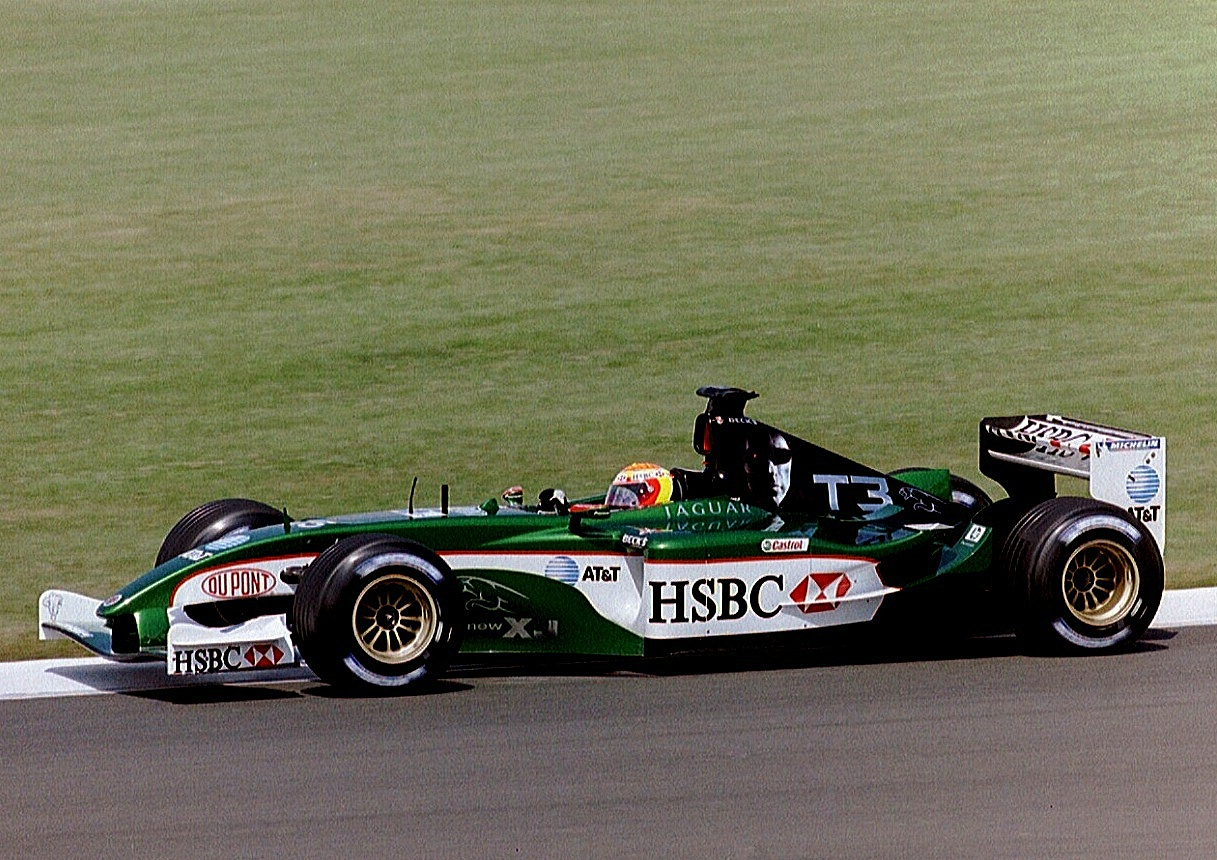
Pizzonia em 2003

Estreou na Fórmula 1 em 2003, como piloto de testes da Williams e correu quatro grandes prêmios em 2004, no lugar de Ralf Schumacher, e em 2005 correu as últimas provas substituindo Nick Heidfeld.
Começou na Fórmula 1 na extinta equipe Jaguar, de propriedade da Ford, na época, dirigida pelo ex-piloto Niki Lauda. Após a demissão de Lauda e por seguidamente apresentar performances muito inferiores as de seu companheiro de equipe Mark Webber, Pizzonia foi demitido. Foi então contratado para ser novamente piloto de testes da equipe Williams, substituindo o alemão Ralf Schumacher em algumas provas durante a recuperação deste após grave acidente na temporada de 2004. Após algumas corridas substituindo Nick Heidfeld em 2005, foi preterido pelo estreante Nico Rosberg na vaga de titular da equipe de Frank Williams para a temporada de 2006.
Antonio Pizzonia fez vinte corridas na Fórmula 1 e marcou oito pontos no total.
No final do ano de 2006, Pizzonia foi contratado pela equipe do piloto italiano Giancarlo Fisichella, a FMS, para disputar a temporada de 2007 da categoria de acesso à Fórmula 1, a GP2 Series. Pizzonia participou de todos os testes da pré-temporada, terminando entre os cinco primeiros em todos eles, porém em junho de 2007, Antônio Pizzonia foi demitido da FMS devido a fracos resultados. Em seu lugar, o britânico Adam Carroll foi contratado.
No ano de 2007, disputou uma corrida na Champ Car World Series (CCWS) pela equipe Rocketsports. Terminou em 10º lugar em sua corrida de estreia mas como não conseguiu patrocínio, foi preterido pela equipe, sendo convidado, em 2008, também pela Rocketsports, para a última corrida da CCWS, que teve sua fusão com a F-Indy.

### Stock Car
Ainda em 2007 disputou algumas etapas da Stock Car pela equipe WIN Motorsports. No ano seguinte foi contratado para defender ao lado do piloto paranaense Thiago Marques a equipe Cimed-Action Power/Marques Motorsports (time B da equipe Action Power), tendo também dirigido o carro do Sport Club Corinthians Paulista na Fórmula Superliga.
Em 2009, competiu na Stock Car defendendo a equipe Amir Nasr Racing, a bordo da bolha do modelo Peugeot 307 e pilotando também o carro do Sport Club Corinthians Paulista.
Na temporada de 2010, Pizzonia passou a pilotar pela equipe Hot Car na Stock Car e também pela equipe CRT Brasil na GT Brasil a bordo de uma Ferrari F430 GT3, fazendo dupla com Walter Derani.

## Vida pessoal
Foi casado com a atleta Maurren Maggi, mãe de sua filha Sophia, e é atualmente casado com a blogueira e digital influencer Bárbara Balbeque, com quem tem dois filhos.

## Posição de chegada nas corridas

### Fórmula 3000
| Ano  | Equipe                | 1     | 2     | 3      | 4     | 5       | 6     | 7      | 8     | 9       | 10      | 11      | 12      | Classificação | Pontos |
| ---- | --------------------- | ----- | ----- | ------ | ----- | ------- | ----- | ------ | ----- | ------- | ------- | ------- | ------- | ------------- | ------ |
| 2001 | Petrobras Junior Team | INT 9 | IMO 4 | CAT 6  | A1R 4 | MON Ret | NUR 6 | MAG 10 | SIL 3 | HOC 1   | HUN Ret | SPA 8   | MNZ Ret | 6º            | 22     |
| 2002 | Petrobras Junior Team | INT 4 | IMO 4 | CAT 10 | A1R 7 | MON 4   | NUR 3 | SIL 5  | MAG 4 | HOC Ret | HUN Ret | SPA Ret | MNZ DSQ | 8º            | 18     |

### Fórmula 1
| Temporada | Equipe                | Chassis       | Motor             | 1       | 2       | 3       | 4      | 5       | 6      | 7       | 8      | 9      | 10     | 11      | 12     | 13     | 14      | 15     | 16     | 17      | 18      | 19     | Classificação | Pontos |
| --------- | --------------------- | ------------- | ----------------- | ------- | ------- | ------- | ------ | ------- | ------ | ------- | ------ | ------ | ------ | ------- | ------ | ------ | ------- | ------ | ------ | ------- | ------- | ------ | ------------- | ------ |
| 2003      | Jaguar Racing F1 Team | R4            | Cosworth V10      | AUS Ret | MAL Ret | BRA Ret | SMR 14 | ESP Ret | AUT 9  | MON Ret | CAN 10 | EUR 10 | FRA 10 | GBR Ret | ALE NP | HUN NP | ITA NP  | EUA NP | JAP NP |         |         |        | 21º           | 0      |
| 2004      | BMW WilliamsF1 Team   | Williams FW26 | BMW P84 3.0 V10   | AUS NP  | MAL NP  | BAR NP  | SMR NP | ESP NP  | MON NP | EUR NP  | CAN NP | EUA NP | FRA NP | GBR NP  | ALE 7  | HUN 7  | BEL Ret | ITA 7  | CHN NP | JAP NP  | BRA NP  |        | 15º           | 6      |
| 2005      | BMW WilliamsF1 Team   | Williams FW27 | BMW P84/5 3.0 V10 | AUS     | MAL     | BAR     | SMR    | ESP     | MON    | EUR     | CAN    | EUA    | FRA    | GBR     | ALE    | HUN    | TUR     | ITA 7  | BEL 15 | BRA Ret | JAP Ret | CHN 13 | 22º           | 2      |

### Champ Car
| Ano  | Equipe       | 1      | 2      | 3      | 4      | 5      | 6      | 7      | 8      | 9      | 10     | 11     | 12     | 13     | 14     | Classificação | Pontos |
| ---- | ------------ | ------ | ------ | ------ | ------ | ------ | ------ | ------ | ------ | ------ | ------ | ------ | ------ | ------ | ------ | ------------- | ------ |
| 2006 | Rocketsports | LBH 10 | HOU NP | MTY NP | MIL NP | POR NP | CLE NP | TOR NP | EDM NP | SJO NP | DEN NP | MTL 13 | ROA NP | SRF 10 | MXC 12 | 18º           | 43     |

### Fórmula Indy
| Ano  | Equipe       | 1      | 2      | 3       | 4       | 5      | 6      | 7      | 8      | 9      | 10     | 11     | 12     | 13     | 14     | 15     | 16     | 17     | 18     | 19      | Classificação | Pontos |
| ---- | ------------ | ------ | ------ | ------- | ------- | ------ | ------ | ------ | ------ | ------ | ------ | ------ | ------ | ------ | ------ | ------ | ------ | ------ | ------ | ------- | ------------- | ------ |
| 2008 | Rocketsports | HMS NP | STP NP | MOT¹ NP | LBH¹ 16 | KAN NP | IND NP | MIL NP | TXS NP | IOW NP | RIR NP | WGL NP | NSH NP | MDO NP | EDM NP | KTY NP | SNO NP | DET NP | CHI NP | SRF² NP | -             | 0      |

- ¹ Etapas disputadas no mesmo dia
- ² Etapa não valeu pontos

### Stock Car Brasil
Corrida em negrito significa pole position; corrida em itálico significa volta mais rápida)
| Ano  | Equipe              | Carro            | 1      | 2       | 3       | 4       | 5      | 6      | 7      | 8       | 9      | 10     | 11     | 12     | Classificação | Pontos |
| ---- | ------------------- | ---------------- | ------ | ------- | ------- | ------- | ------ | ------ | ------ | ------- | ------ | ------ | ------ | ------ | ------------- | ------ |
| 2008 | Action Power        | Peugeot 307      | SAO 15 | BSB Ret | CTB DSQ | SCZ Ret | CGD 14 | SAO 24 | RIO 16 | LON Ret | CTB NP | BSB 18 | TAR NP | SAO 13 | 31°           | 6      |
| 2009 | Amir Nasr Racing    | Peugeot 307      | SAO 3  | CTB 4   | BSB Ret | SCZ 4   | SAO 9  | SAL 20 | RIO NP | LON NP  | CTB NP | BSB NP | TAR NP | SAO NP | 16º           | 51     |
| 2010 | Hot Car Competições | Chevrolet Vectra | SAO 16 | CTB Ret | VEL NL  | RIO     | RBP    | SAL    | SAO    | CGD     | LON    | SCZ    | BSB    | CTB    | 28º           | 0      |